# Ethan Wragge
Ethan Donald Wragge, (nacido el 01 de octubre de 1990 en Sandusky, Ohio) es un exjugador de baloncesto estadounidense. Su puesto natural en la cancha es la de ala-pívot.

## Trayectoria
Este jugador nacido en Ohio jugó durante cinco años en la Universidad de Creighton, Nebraska. Desde que comenzó su andadura en NCAA ha mejorado sus estadísticas notablemente, pasando de los 6.9 puntos de su primer año a los 10.4 de media de partido el año pasado.
En su segunda temporada en la NCAA, la de la temporada 2010/11, prácticamente la pasó entera lesionado, jugando tan solo 8 partidos debido a una fascitis plantar.  Una de las características del jugador es su capacidad de triple. Durante su estancia en Creighton se convirtió en el segundo máximo triplista de su universidad.
En 2014 el jugador ficha con el Bilbao Basket por una temporada. Tras una temporada, donde no ha cuajado, fichó por el Giessen 46ers alemán.

## Clubes
- High School. Eden Prairie (Minnesota, EE. UU.).
- Universidad de Creighton (2009-2014)
- Bilbao Basket (2014-2015)
- Giessen 46ers (2015-2016)